# Santa Maria di Costantinopoli, Anacapri
Chiesa di Santa Maria di Costantinopoli je crkva u okrugu Li Curti u Anacapriju, na otoku Capri, u Italiji. Izgrađena je u 11. stoljeću, a obnovljena u 17. stoljeću, njegove arhitektonske značajke uključuju gotičke i bizantske elemente. Sadrži nekoliko radova flamanskog slikara Guglielma Borremansa. Svojedobno je župnu crkvu u Anacapriju, Chiesa di Santa Maria di Costantinopoli, zamijenila Chiesa di Santa Sofia u toj ulozi.